# Басейн Х'юго
Басейн Х'юго — комедійний фільм 1997 року.

## Сюжет
Цей день Х'юго запам'ятала на все життя. З самого ранку в Лос-Анджелесі стояла дика спека. Населення повільно сходило з розуму. Багато покладали надії тільки на Х'юго — адже саме вона взяла на себе турботу про басейни багатьох мешканців голлівудського раю. Ось і розпочався для Х'юго довгий, довгий, робочий день. Божевільний батько, мати, схиблена на тоталізаторі. Голландський режисер, напередодні відкрив вогонь прямо на знімальному майданчику, італійський мафіозі. Всі ці люди — в чомусь смішні, в чомусь нещасні — зустрілися сьогодні на шляху Х'юго і назавжди змінили її життя.